# Einsatzgruppe Egypt
L'Einsatzgruppe Egypt (tedesco: Einsatzgruppe Ägypten ) era un'unità delle SS guidata dall'SS-Obersturmbannführer Walter Rauff, che fu formata nella Grecia occupata durante la seconda guerra mondiale.

## Storia
Gli storici Klaus-Michael Mallmann e Martin Cüppers, sulla base di ricerche d'archivio, affermano che lo scopo dell'unità era quello di eseguire l'uccisione di massa delle popolazioni ebraiche nel mandato britannico della Palestina e dell'Egitto. Nonostante il termine "Palestina" non sia mai stato menzionato nei documenti d'archivio, i ricercatori affermano che l'obiettivo dell'unità era di recarsi in quei luoghi per mettere in atto sistematiche uccisioni di massa degli ebrei. Dato il suo piccolo staff di soli 24 uomini, Mallmann e Cüppers teorizzano che l'unità avrebbe avuto bisogno dell'aiuto dei residenti locali e dell'Afrika Korps per completare il loro incarico. Il 20 luglio 1942, Rauff fu inviato a Tobruk per riferire a Rommel, comandante dell'Afrika Korps. Ma poiché Rommel era a 500 km di distanza alla prima battaglia di El Alamein, è improbabile che i due siano riusciti a incontrarsi. L'ex primo ministro iracheno Rashid Ali al-Gaylani e il Gran Mufti di Gerusalemme Haj Amin al-Husseini hanno svolto un ruolo di primo piano, impegnandosi nella propaganda radiofonica antisemita, preparandosi a reclutare volontari e creando un battaglione arabo-tedesco che avrebbe anche seguito le Einsatzgruppe dall'Egitto al Medio Oriente.
Secondo lo storico Haim Saadon, direttore del Centro di ricerca sull'ebraismo nordafricano nella seconda guerra mondiale, i documenti di Rauff mostrano che la sua principale preoccupazione era aiutare la Wehrmacht, e il suo piano era quello di mettere gli ebrei nei campi di lavoro forzato. In termini relativi, gli ebrei nordafricani sfuggirono alla soluzione finale.
I piani per l'Einsatzgruppe Egypt furono accantonati dopo la vittoria degli Alleati nella seconda battaglia di El Alamein.

### Approfondimenti
- Samuel Miner, Planning the Holocaust in the Middle East: Nazi Designs to Bomb Jewish Cities in Palestine, in Jewish Political Studies Review, vol. 27, n. 3/4, 2016,  pp. 7-33, ISSN 0792-335X (WC · ACNP), JSTOR 44510568.
- Mallmann, Klaus-Michael; Cüppers, Martin (2007). "“Elimination of the Jewish National Home in Palestine”: The Einsatzkommando of the Panzer Army Africa, 1942". Yad Vashem Studies 35 (1): 1–31.